# Голодна Ольга Анатоліївна
Ольга Анатоліївна Голодна (14 листопада 1991 в селі Мрин Носівського району Чернігівської області) — українська легкоатлетка, що спеціалізується у штовханні ядра, учасниця Олімпійських ігор 2016 року.

## Основні досягнення
| Рік  | Чемпіонат                     | Місце проведення         | Місце  | Результат |
| ---- | ----------------------------- | ------------------------ | ------ | --------- |
| 2013 | Чемпіонат світу               | Москва, Росія            | 21 (q) | 17.21 м   |
| 2014 | Чемпіонат світу в приміщенні  | Сопот, Польща            | 15 (q) | 17.11 м   |
| 2014 | Чемпіонат Європи              | Цюрих, Швейцарія         | 11     | 17.08 м   |
| 2016 | Чемпіонат Європи              | Амстердам, Нідерланди    | 9      | 17.65 м   |
| 2016 | Олімпійські ігри              | Ріо-де-Жанейро, Бразилія | 27 (q) | 16.83 м   |
| 2017 | Чемпіонат Європи в приміщенні | Белград, Сербія          | 19 (q) | 16.06 м   |
| 2018 | Чемпіонат Європи              | Берлін, Німеччина        | 16 (q) | 16.69 м   |
| 2019 | Чемпіонат Європи в приміщенні | Глазго, Велика Британія  | 13 (q) | 16.91 м   |